# الطازج
الطازج (عربی: الطازج) شرکت رستوران‌های زنجیره‌ای عربستانی است، که در سال ۱۹۸۹ تأسیس شد.
الطازج یک رستوران زنجیره‌ای فست فود-کژوال سعودی با ارائه کباب و مرغ سوخاری است که دفتر مرکزی آن در جده، عربستان سعودی قرار دارد.
به عنوان مثال، عربستان سعودی ۱۰۰ شعبه دارد و رستوران‌ها نیز در اردن (۷ شعبه) واقع شده‌اند، مراکش قبلاً یک شعبه در کازابلانکا داشت که به دلایل نامعلومی تعطیل شد، و امارات متحده عربی با پنج شعبه در دبی، ۲ شعبه در ابوظبی و شارجه و یک شعبه در عجمان، اگرچه از سال ۲۰۲۵، تمام شعب در امارات متحده عربی به دلیل نقض متعدد ایمنی مواد غذایی تعطیل شده‌اند.